# 다쓰고정
다쓰고정(일본어: 龍郷町)은 일본 가고시마현 아마미오섬에 있는 오시마군의 정이다.
아마미시(옛 나제시와 가사리정)에 끼어 있는 위치에 존재하고 있다.

## 지리
아마미오섬 동부에 위치한다.

### 인접한 자치체
- 아마미시

## 역사
- 1908년 4월 1일 - 도서정촌제 시행으로 다쓰고촌이 성립하였다.
- 1946년 1월 28일 - 미국(류큐 열도 미국 민정부)의 통치하에 놓이게 되었다.
- 1953년 12월 25일 - 아마미오섬이 일본으로 반환되면서 다시 일본에 속하게 되었다.
- 1975년 2월 10일 - 정으로 승격해 다쓰고정이 되었다.

## 교통

### 도로
- 국도 58호선